# Clifton Parker
Pour les articles homonymes, voir Parker.
Clifton Parker est un compositeur britannique, de son nom complet Edward John Clifton Parker, né à Londres (Angleterre, Royaume-Uni) le 5 février 1905, décédé à Marlow (Angleterre, Royaume-Uni) le 2 septembre 1989.

## Biographie
Après des études musicales en établissements privés, Clifton Parker obtient en 1926 un premier poste d'assistant à l'enseignement du piano, au Royal College of Music de Londres. En 1942 — dans l'intervalle, il exerce divers métiers "alimentaires", dont celui de copiste de musique —, il compose sa première musique de film, suivie par plus de soixante-dix autres, dans les domaines de la fiction et du documentaire (films britanniques et coproductions, principalement), jusqu'à un dernier film en 1963, et enfin un court métrage documentaire en 1966. À la télévision, il compose pour quelques séries et téléfilms, entre 1950 et 1966.
Au théâtre, Clifton Parker est l'auteur de plusieurs musiques de scène, notamment pour des pièces de William Shakespeare. On lui doit également des morceaux de musique légère, ainsi que des partitions de musique classique, dont un opéra en 1973 et des œuvres chorales. Son ultime composition est une messe brève (Missa brevis, pour chœurs a cappella) en 1976. Affaibli par la maladie, il se retire alors, jusqu'à sa mort en 1989.

## Compositions (sélection)

### Musiques de films
- 1942 : Ceux qui servent en mer (In which we serve) de Noël Coward et David Lean
- 1943 : Schweik's New Adventures de Karel Lamač
- 1943 : Yellow Canary d'Herbert Wilcox
- 1944 : Heureux Mortels (This Happy Breed) de David Lean
- 1945 : 29 Acacia Avenue d'Henry Cass
- 1945 : Le Verdict de l'amour (Perfect Strangers) d'Alexander Korda
- 1945 : Johnny Frenchman de Charles Frend
- 1947 : Les Pirates de la Manche de Bernard Knowles
- 1948 : Blanche Fury de Marc Allégret
- 1948 : Daughter of Darkness de Lance Comfort
- 1949 : Marry me de Terence Fisher
- 1949 : Le Lagon bleu (The Blue Lagoon) de Frank Launder
- 1950 : L'Île au trésor (Treasure Island) de Byron Haskin
- 1952 : Robin des Bois et ses joyeux compagnons (The Story of Robin Hood and his Merrie Men) de Ken Annakin
- 1952 : Commando sur Saint-Nazaire (Gift Horse) de Compton Bennett
- 1953 : La Rose et l'épée (The Sword and the Rose) de Ken Annakin
- 1953 : Marin du roi (Sailor of the King ou Single-Handed) de Roy Boulting
- 1954 : L'Enfer au-dessous de zéro (Hell below Zero) de Mark Robson
- 1955 : Passage Home de Roy Ward Baker
- 1957 : The Secret Place de Clive Donner
- 1957 : Tarzan et le Safari perdu (Tarzan and the Lost Safari) d'H. Bruce Humberstone
- 1957 : Rendez-vous avec la peur (Night of the Demon) de Jacques Tourneur
- 1957 : La Vallée de l'or noir (Campbell's Kingdom) de Ralph Thomas
- 1958 : Harry Black et le tigre (Harry Black) d'Hugo Fregonese
- 1958 : Les Diables du désert (Sea of Sand) de Guy Green
- 1959 : Virgin Island de Pat Jackson
- 1959 : Les 39 Marches (The 39 Steps) de Ralph Thomas
- 1959 : La Maison des 7 faucons (The House of the Seven Hawks) de Richard Thorpe
- 1961 : Girl on Approval de Charles Frend
- 1961 : Le Secret de Monte-Cristo de Robert S. Baker et Monty Berman
- 1962 : Les Mutinés du Téméraire (H.M.S. Defiant) de Lewis Gilbert
- 1963 : L'Indic (The Informers) de Ken Annakin

### Musiques de scènes
Pour des pièces jouées à Londres, sauf mention contraire
- 1942-1943 : Light and Shade, revue, livret d'Eleanor et Herbert Farjeon
- 1943 : The Glass Slipper, d'après le conte de Cendrillon (Cinderella)
- 1948 : The Silver Curlew d'Eleanor Farjeon (à Liverpool)
- 1949 : La Tempête (The Tempest) de William Shakespeare (à Liverpool)
- 1950-1951 : Les Joyeuses Commères de Windsor (The Merry Wives of Windsor) de William Shakespeare, avec Roger Livesey, Leo McKern, Lee Montague
- 1950-1951 : Knight and the Burning Pestle de John Fletcher (à Bath)
- 1951-1952 : Comme il vous plaira (As you Like it) de William Shakespeare, avec Laurence Harvey (à Stratford-upon-Avon)
- 1952-1953 : Roméo et Juliette (Romeo and Juliet) de William Shakespeare, avec Claire Bloom, Peter Finch
- 1954-1955 : Peines d'amour perdues (Love's Labour's Lost) de William Shakespeare, avec Ronald Fraser, Donald Moffat, John Neville, Ann Todd
- 1956-1957 : Comme il vous plaira (As you Like it) de William Shakespeare (à Stratford-upon-Avon, reprise)
- 1956-1957 : Beaucoup de bruit pour rien (Much ado about nothing) de William Shakespeare
- 1966 : The Ballad of the False Barman de Colin Spencer
- 1967 : Nathan and Tabileth de Barry Bermange

### Autres compositions
- 1921 : Romance, pour violon et piano
- 1934 : In a Twilight Dim with Rose, pour orchestre de chambre
- 1973 : Pyatigorsk, opéra, créé la même année à la BBC (radiodiffusion)
- 1975 : Nocturnes, pour chœurs a cappella
- 1976 : Missa brevis, pour chœurs a cappella